# 博恩地区圣于连
博恩地区圣于连（法語：Saint-Julien-en-Born，法語發音：[sɛ̃ ʒyljɛ̃ ɑ̃ bɔʁn]），或纯音译作圣于连昂博恩，是法国朗德省的一个市镇，位于该省西部，博恩地区南部，属于达克斯区。

## 地理
博恩地区圣于连（44°3'46"N, 1°13'31"W）面积72.93 平方千米，位于法国新阿基坦大区朗德省，该省份为法国西南部沿海省份，是法國本土面积第二大的省，北起吉倫特省，西临大西洋，南至大西洋比利牛斯省，东临热尔省，东北与洛特-加龍省接壤。
与博恩地区圣于连接壤的市镇（或旧市镇、城区）包括：比亚斯、利特和米克斯、梅佐斯、米米藏、于扎。

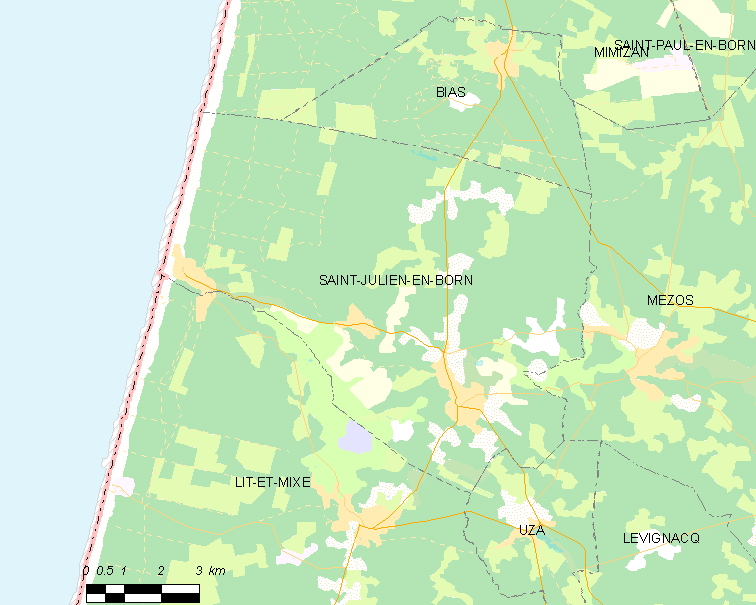
博恩地区圣于连的OSM定位图

博恩地区圣于连的时区为UTC+01:00、UTC+02:00（夏令时）。

## 行政
博恩地区圣于连的邮政编码为40170，INSEE市镇编码为40266。

## 政治
博恩地区圣于连所属的省级选区为银色海岸县。

## 人口

1962-2008年间博恩地区圣于连人口变化图示

博恩地区圣于连于2022年1月1日时的人口数量为1738人。